# Железнодорожный вокзал Хаапсалу
Железнодорожный вокзал Хаапсалу (эст. Haapsalu jaamahoone) — исторический комплекс зданий, который служил главным железнодорожным вокзалом в Хаапсалу в 1904—2004 годах. Расположен по адресу: улица Раудтеэ, 2. Здание вокзала получило статус культурного наследия 30 марта 1998 года.

## История
Строительство деревянного вокзала началось в мае 1904 года, движение поездов началось в декабре того же года. Вокзал состоит из нескольких зданий: пассажирского терминала, павильона управления движением поездов, крытой террасы и крытого перрона длиной 216 метров.
Вокзал был спроектирован архитектором К. Верхеймом и инженером В. Вестфаленом. Регулярное движение пассажирских поездов продолжалось до сентября 1995 года, а движение грузовых поездов ― до 2004 года. В 2014 году железнодорожное полотно было преобразовано в велосипедную дорожку.

## Архитектура и оформление
Одноэтажный терминал увенчан деревянными украшениями. Двухэтажное каменное здание зала ожидания украшено башней с часами. Внутри строения ― лепные потолки и полы из мелкой керамической плитки.

## Галерея

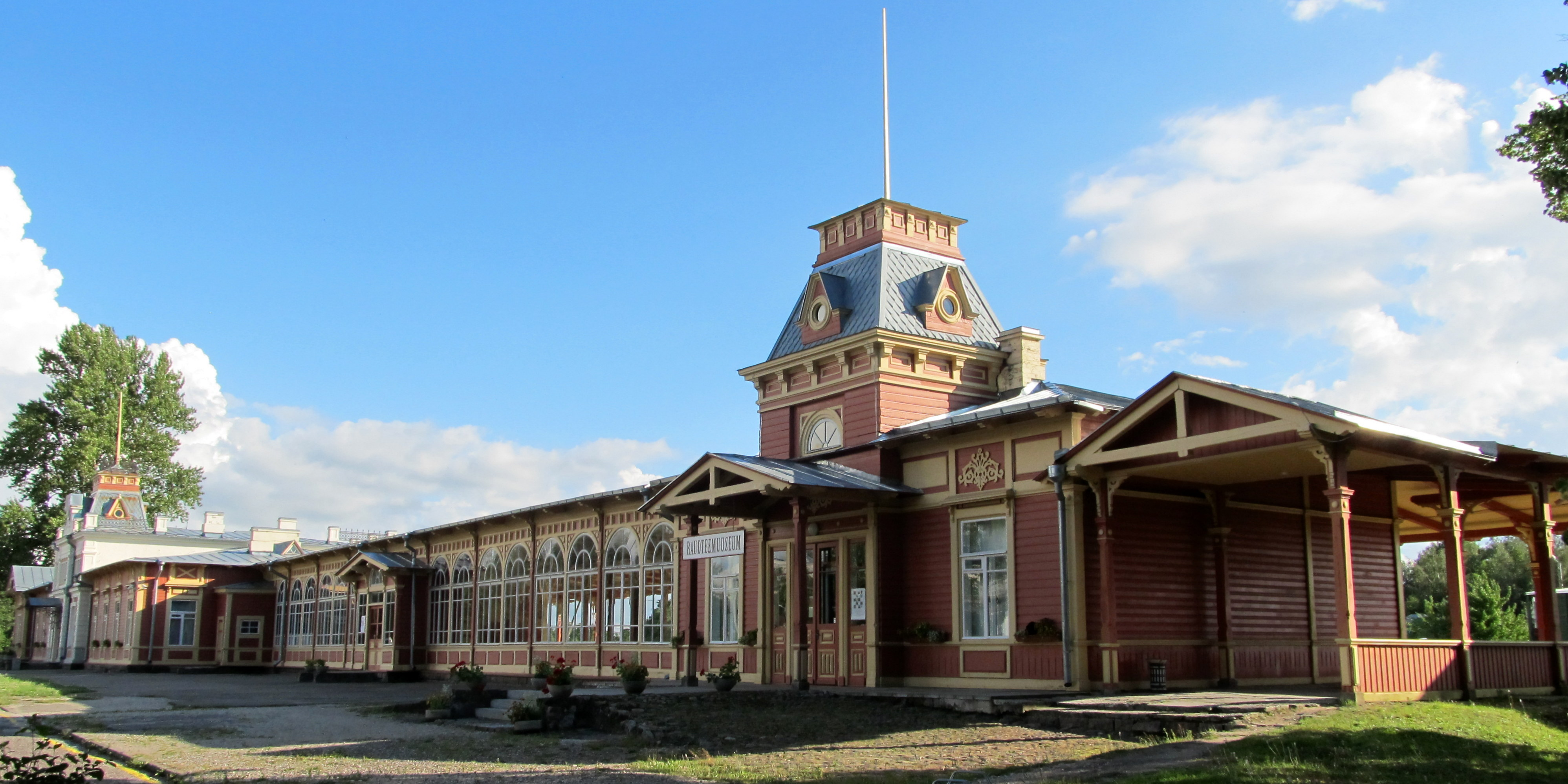
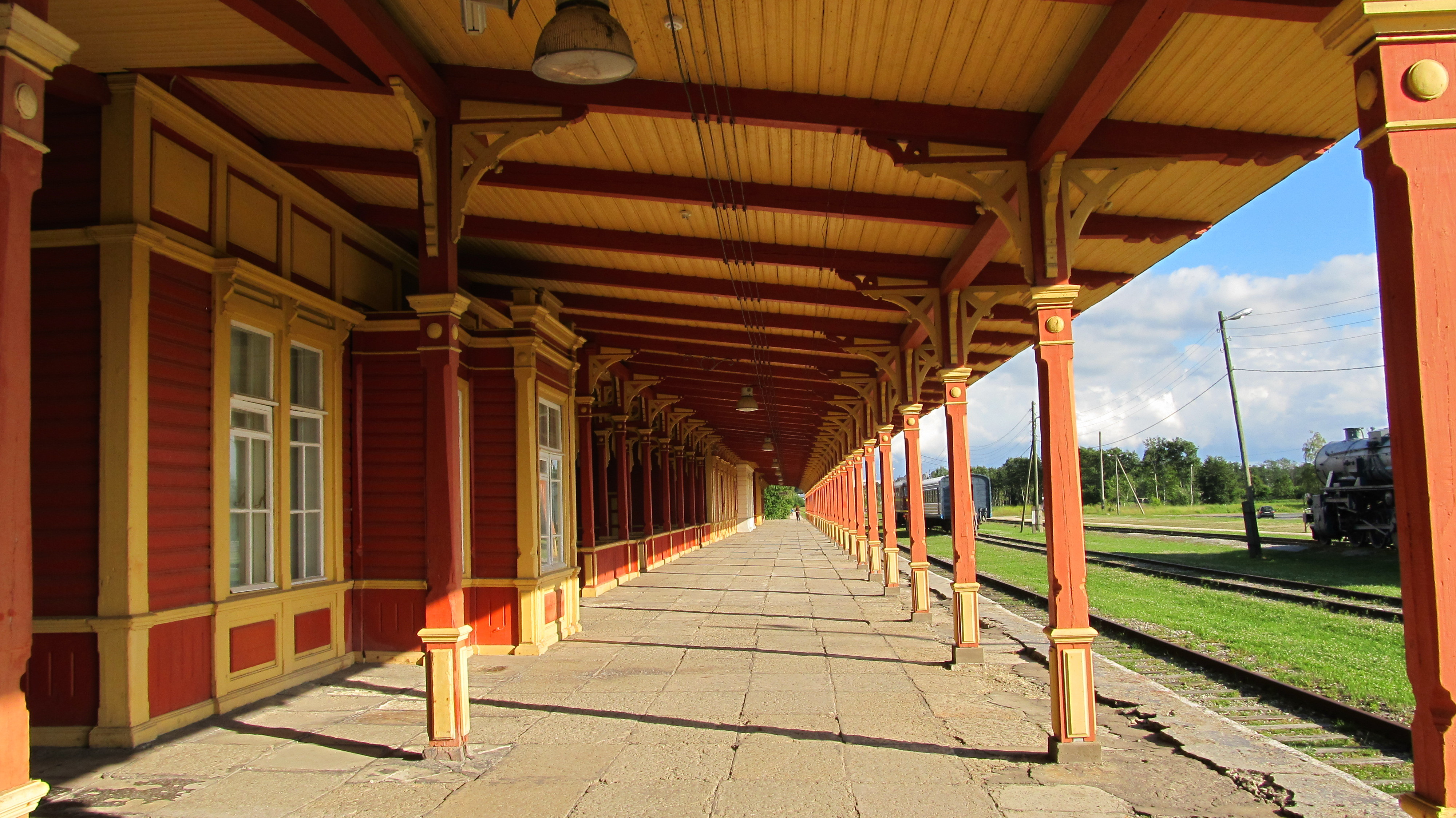
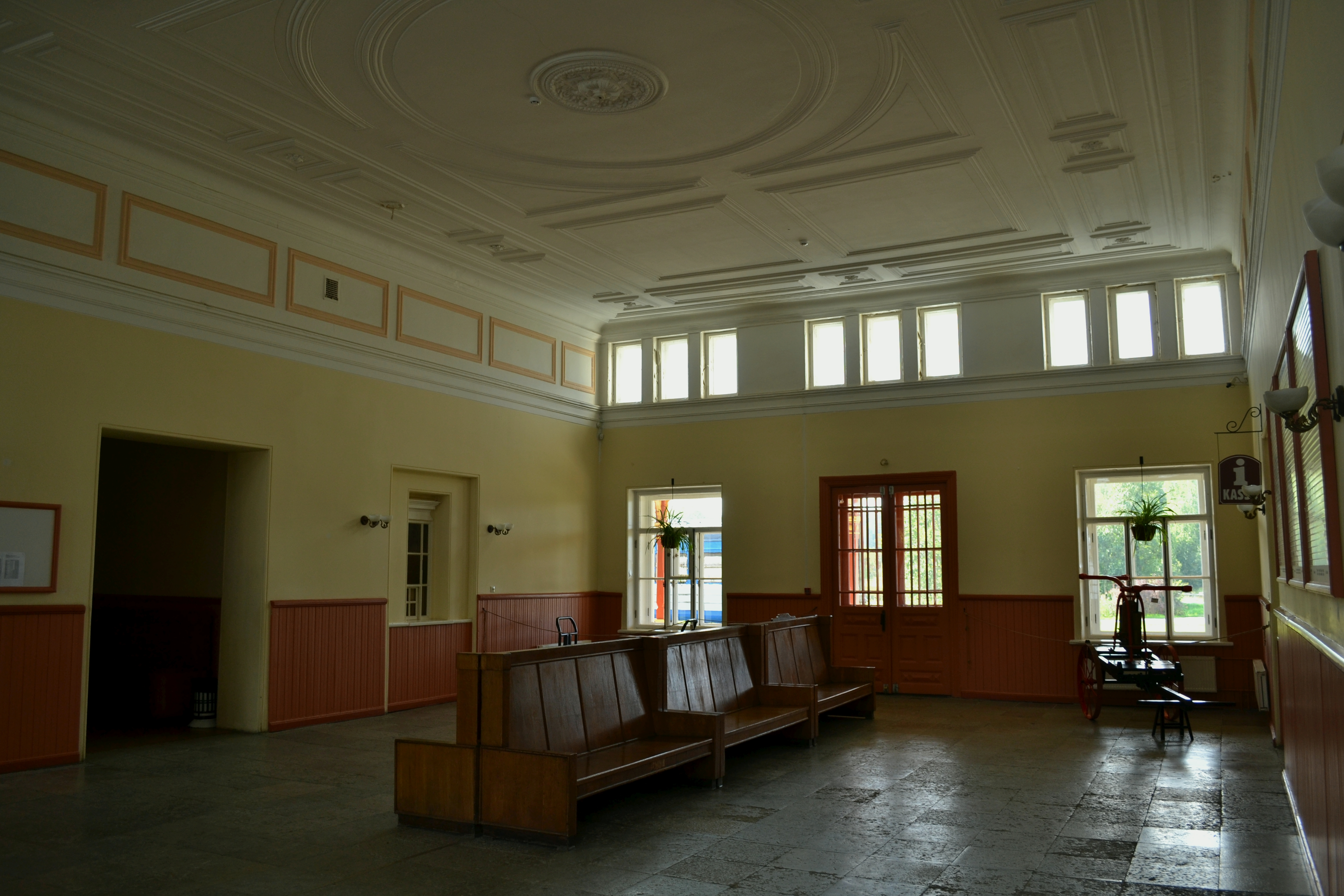

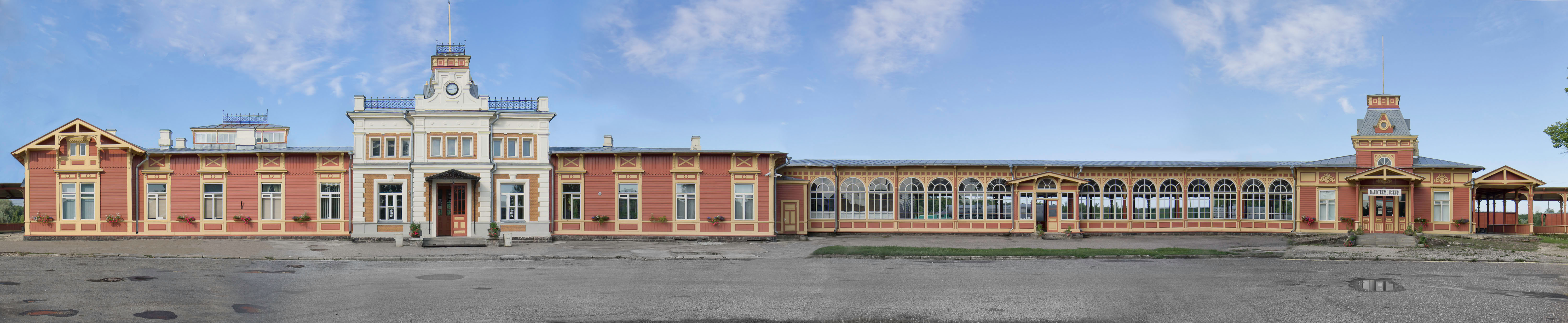
Панорама вокзала